# Cercle généralisé
En géométrie, un cercle généralisé, parfois appelé cline ou circline, est une ligne droite ou un cercle, plus généralement une courbe de courbure constante dans le plan euclidien.
Le cadre naturel des cercles généralisés est le plan étendu, un plan avec un point à l'infini par lequel toute ligne droite est considérée comme passant. Étant donné trois points distincts dans le plan étendu, il existe précisément un cercle généralisé passant par ceux-ci.
Les cercles généralisés apparaissent parfois dans la géométrie euclidienne, qui a une notion bien définie de distance entre les points, et où chaque cercle a un centre et un rayon : le point à l'infini peut être considéré comme infiniment éloigné de tout autre point, et une ligne peut être considérée comme un cercle dégénéré sans centre bien défini et avec un rayon infini (courbure nulle). Une symétrie axiale est une isométrie euclidienne (transformation préservant la distance) qui transforme une droite en une autre droite et un cercle sur un autre cercle ; mais une inversion par rapport à un cercle ne l'est pas, déformant les distances et envoyant toute droite sur un cercle passant par le centre des cercles de référence, et réciproquement.
Cependant, les cercles généralisés sont fondamentaux pour la géométrie des inversions, dans laquelle les cercles et les droites sont considérés comme indiscernables, le point à l'infini n'est distingué d'aucun autre point et les notions de courbure et de distance entre les points sont ignorées. En géométrie inversive, les symétries, les inversions et plus généralement leurs compositions, appelées transformations de Möbius, transforment des cercles généralisés en cercles généralisés et préservent les relations d'inversion entre les objets.
Le plan étendu peut être identifié à la sphère à l'aide d'une projection stéréographique. Le point à l'infini devient alors un point ordinaire sur la sphère, et tous les cercles généralisés deviennent des cercles sur la sphère.

## Plan complexe étendu

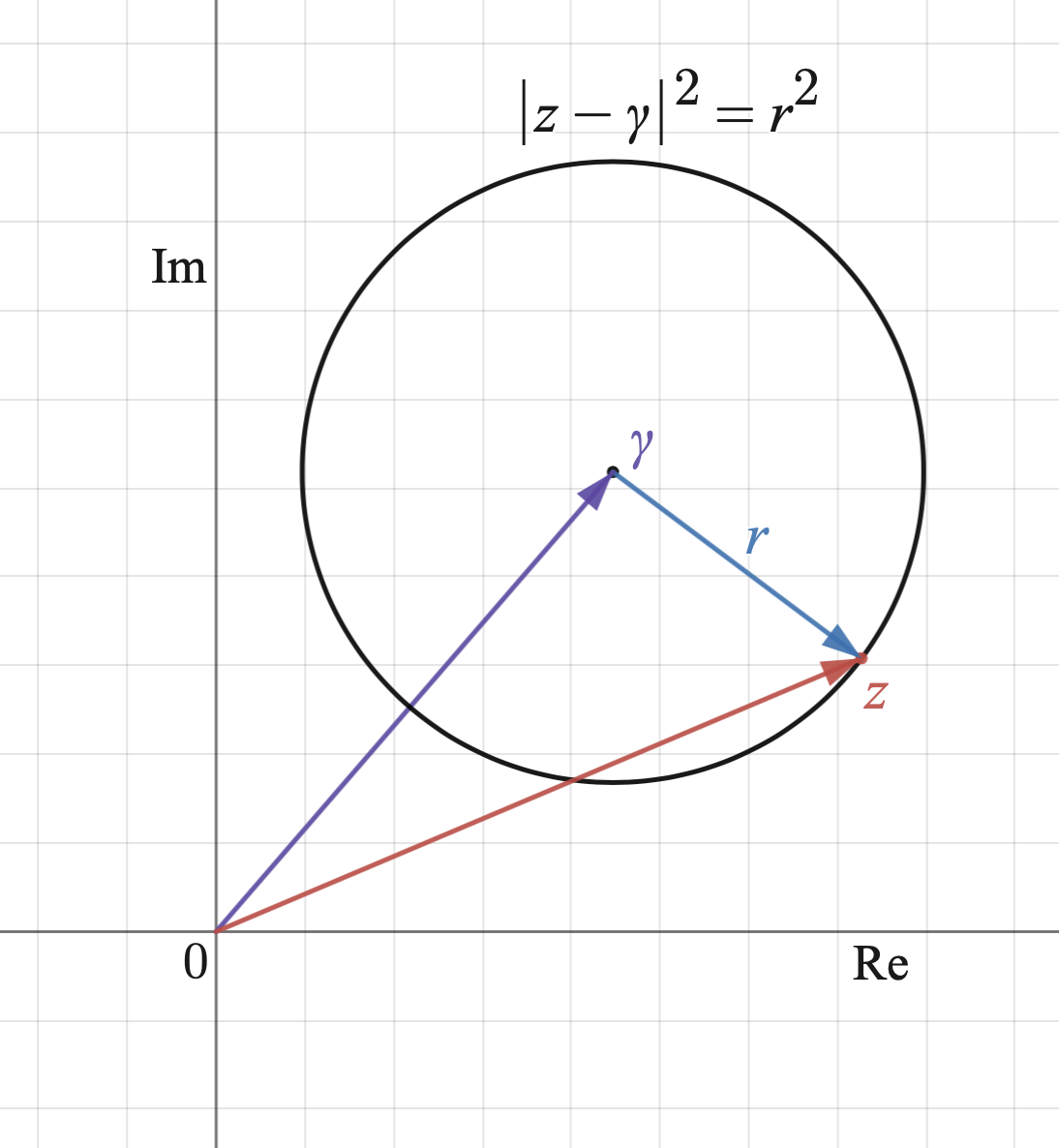
Un cercle dans le plan complexe spécifié comme une équation implicite en termes de centre et de rayon

Le plan euclidien étendu peut être identifié au plan complexe étendu, de sorte que les équations de nombres complexes peuvent être utilisées pour décrire des droites, des cercles et des inversions.

### Équation linéaire bivariée
Un cercle {\displaystyle \Gamma } est par définition l'ensemble des points {\displaystyle z} dans un plan qui se trouve au rayon {\displaystyle r} à partir d'un point central {\displaystyle \gamma .}
{\displaystyle \Gamma (\gamma ,r)=\{z:{\text{la distance entre }}z{\text{ et }}\gamma {\text{ vaut }}r\}}
Dans le plan complexe, {\displaystyle \gamma } est un nombre complexe et {\displaystyle \Gamma } est un ensemble de nombres complexes. En utilisant la propriété selon laquelle un nombre complexe multiplié par son conjugué est le carré de son module (sa distance euclidienne à l'origine), une équation implicite pour {\displaystyle \Gamma } devient :
{\displaystyle {\begin{aligned}r^{2}&=\left|z-\gamma \right|^{2}=(z-\gamma ){\overline {(z-\gamma )}}\\[5mu]0&=z{\bar {z}}-{\bar {\gamma }}z-\gamma {\bar {z}}+\left(\gamma {\bar {\gamma }}-r^{2}\right).\end{aligned}}}
Il s'agit d'une équation polynomiale linéaire bivariée homogène en termes de variable complexe {\displaystyle z} et son conjugué {\displaystyle {\bar {z}},} de la forme
{\displaystyle Az{\bar {z}}+Bz+C{\bar {z}}+D=0,}
où les coefficients {\displaystyle A} et {\displaystyle D} sont réels, et {\displaystyle B} et {\displaystyle C} sont des conjugués complexes.
En divisant par {\displaystyle A} et puis en inversant les étapes ci-dessus, le rayon {\displaystyle r} et le centre {\displaystyle \gamma } peut être récupéré à partir de n'importe quelle équation de cette forme. L'équation représente un cercle généralisé dans le plan lorsque {\displaystyle r} est réel, ce qui se produit lorsque {\displaystyle AD<BC} de sorte que le rayon au carré {\displaystyle r^{2}=(BC-AD)/A^{2}} est positif. Quand {\displaystyle A} est nul, l'équation définit une ligne droite.

### Réciproque complexe
La propriété selon laquelle la transformation réciproque {\displaystyle z\mapsto w=1/z} envoie les cercles généralisés sur des cercles généralisés se vérifie directement en remarquant que :
{\displaystyle {\begin{aligned}0&=Az{\bar {z}}+Bz+C{\bar {z}}+D\\[5mu]&={\frac {A}{w{\bar {w}}}}+{\frac {B}{w}}+{\frac {C}{\bar {w}}}+D\\[5mu]&=A+B{\bar {w}}+Cw+Dw{\bar {w}}\\[5mu]&=D{\bar {w}}w+Cw+B{\bar {w}}+A.\end{aligned}}}
Les droites passant par l'origine {\displaystyle (A=D=0)} sont transformées en droites passant par l'origine ; les droites ne passant pas par l'origine {\displaystyle (A=0,D\neq 0)} sont envoyés sur des cercles passant par l'origine ; les cercles passant par l'origine {\displaystyle (A\neq 0,D=0)} sont à l'inverse transformées en droites ne passant pas par l'origine ; et les cercles ne passant pas par l'origine {\displaystyle (A\neq 0,D\neq 0)} sont envoyés sur des cercles ne passant pas par l'origine.

### Représentation matricielle complexe
L'équation définissant un cercle généralisé
{\displaystyle 0=Az{\bar {z}}+Bz+C{\bar {z}}+D}
peut être écrit comme une équation matricielle
{\displaystyle 0={\begin{pmatrix}z&1\end{pmatrix}}{\begin{pmatrix}A&B\\C&D\end{pmatrix}}{\begin{pmatrix}{\bar {z}}\\1\end{pmatrix}}.}
Symboliquement,
{\displaystyle 0=\mathbf {z} ^{\text{T}}{\mathfrak {C}}\,{\bar {\mathbf {z} }},}
avec une matrice hermitienne inversible {\displaystyle {\mathfrak {C}}={\mathfrak {C}}^{\dagger }} représentant le cercle, et {\displaystyle \mathbf {z} ={\begin{pmatrix}z&1\end{pmatrix}}^{\text{T}}} un vecteur représentant un nombre complexe étendu.
Deux de ces matrices désignent le même cercle généralisé si et seulement si l’une est un multiple scalaire de l’autre.
Pour transformer le cercle généralisé représenté par {\displaystyle {\mathfrak {C}}} par la transformation de Möbius {\displaystyle {\mathfrak {H}},} on applique l'inverse de la transformation de Möbius {\displaystyle {\mathfrak {G}}={\mathfrak {H}}^{-1}} au vecteur {\displaystyle \mathbf {z} } dans l'équation implicite,
{\displaystyle {\begin{aligned}0&=\left({\mathfrak {G}}\mathbf {z} \right)^{\text{T}}{\mathfrak {C}}\,{\overline {({\mathfrak {G}}\mathbf {z} )}}\\[5mu]&=\mathbf {z} ^{\text{T}}\left({\mathfrak {G}}^{\text{T}}{\mathfrak {C}}{\bar {\mathfrak {G}}}\right){\bar {\mathbf {z} }},\end{aligned}}}
donc le nouveau cercle peut être représenté par la matrice {\displaystyle {\mathfrak {G}}^{\text{T}}{\mathfrak {C}}{\bar {\mathfrak {G}}}.}